# Tanaecia dodong
Tanaecia dodong är en fjärilsart som beskrevs av Schröder 1978. Tanaecia dodong ingår i släktet Tanaecia och familjen praktfjärilar. Inga underarter finns listade i Catalogue of Life.